# Kadašman-Enlil II.
Kadašman-Enlil II. (auch Kadaschman-Enlil II., Kadaschman-Ellil, dEN.LÍL), Sohn des Kadašman-Turgu, war von 1263 bis 1255 v. Chr. ein König von Babylonien aus der kassitischen (Kaššu) Dynastie.

## Datierung
Die Regierungszeit dieses Königs ist in der babylonischen Königsliste schlecht dokumentiert. Lehmann-Haupt schlug 14 Jahre vor, Rowton hält eine Lesung von 15 oder 16 für wahrscheinlicher.
Eine Keilschrifttafel aus Ur (U 6 48), die sich vermutlich auf Kadašman-Enlil II. bezieht, nennt jedoch das 14. und 15. Regierungsjahr des Königs.

## Regierung
Kadašman-Enlil war bei dem Tod seines Vaters Kadašman-Turgu noch minderjährig, so dass der reš šarri Marduk-balāṭu zeitweise die Regentschaft führte.
Der junge König erfreute sich auch der Unterstützung durch Hattušili III. von Hatti, mit dem sein Vater ein entsprechendes Abkommen geschlossen hatte. Kadašman-Enlil reagierte jedoch nicht auf die Briefe seines königlichen Bruders, unter dem Vorwand, die Verbindungswege zwischen den beiden Reichen entlang des Euphrat seien durch die räuberischen Ahlamu (Aramäer?) gefährdet. Hattušili vermutet hier den üblen Einfluss des Großwesirs Marduk-balāṭu, den Cassin, seines Namens wegen, für einen einheimischen Babylonier hält.
In einem Brief an den König von Hatti fordert Kadašman-Enlil die Auslieferung von Räubern, die babylonische Bürger auf einer Handelsmission nach Amurru und Ugarit ermordet hatten, sowie die Bestrafung eines gewissen Banti-šinni (Bentešina), eines Amurru-Herrschers, der in babylonisches Gebiet eingefallen war. Ob diese Ansuchen Erfolg hatten, ist nicht bekannt.
Aus anderen Briefen ist überliefert, dass der König ein großer Freund der Jagd war. Er scheint Babylon stark aufgerüstet zu haben, jedenfalls bemerkt Hattušili, dass es in Babylon „mehr Pferde als Stroh“ gebe.